# James Franco
James Edward Franco, född 19 april 1978 i Palo Alto i Kalifornien, är en amerikansk filmskådespelare och filmskapare.

## Biografi
James Francos far var av portugisiskt och svenskt ursprung medan hans mor är av ryskjudiskt ursprung. Han tog studenten vid Palo Alto High School 1996. Därefter flyttade han till Los Angeles för fortsatta studier och för att påbörja en karriär som skådespelare. 1999 fick han sitt genombrott med rollen som Daniel Desario i TV-serien Nollor och nördar. Sedan medverkade han i Spider-Man, Spider-Man 2 och Spider-Man 3.
Riktigt känd blev han genom rollen som Tristan i filmen om den medeltida kärlekshistorien Tristan och Isolde. I den spelade han bland annat mot Sophia Myles och Rufus Sewell. 2010 gestaltade han den amerikanske 1900-talspoeten Allen Ginsberg i Howl.
2011 nominerades Franco till en Oscar för rollen som Aron Ralston i 127 timmar. Samma år var han även värd på galan tillsammans med Anne Hathaway.
Under 2012 producerade Franco dokumentären Kink, en film om fetischporrbolaget Kink.com i vilken bland annat porrfilmsregissören Princess Donna intervjuas.
James Franco är även äldre bror till skådespelaren Dave Franco.

## Filmografi
| År   | Titel                                   | Roll                      | Anteckning                  |
| ---- | --------------------------------------- | ------------------------- | --------------------------- |
| 1999 | Never Been Kissed                       | Jason Way                 |                             |
| 2000 | Whatever It Takes                       | Chris Campbell            |                             |
| 2001 | James Dean                              | James Dean                | TNT Cable Movie             |
| 2002 | Sonny                                   | Sonny Phillips            | begränsad utgåva            |
| 2002 | City By The Sea                         | Joey                      |                             |
| 2002 | Spider-Man                              | Harry Osborn              |                             |
| 2002 | Deuces Wild                             | Tino                      |                             |
| 2003 | The Company                             | Josh                      |                             |
| 2004 | Spider-Man 2                            | Harry Osborn              |                             |
| 2005 | The Ape                                 | Harry Walker              | videofilm                   |
| 2005 | The Great Raid                          | Captain Prince            |                             |
| 2005 | Fool's Gold                             | Brent                     | regissör, manusförfattare   |
| 2006 | Flyboys                                 | Blaine Rawlings           |                             |
| 2006 | The Holiday                             | Sig själv, cameo          |                             |
| 2006 | The Wicker Man                          | Bar guy #1                |                             |
| 2006 | Annapolis                               | Jake Huard                |                             |
| 2006 | Tristan & Isolde                        | Tristan                   |                             |
| 2007 | Spider-Man 3                            | Harry Osborn / New Goblin |                             |
| 2007 | An American Crime                       | Dennis                    |                             |
| 2007 | På smällen                              | cameo                     |                             |
| 2007 | Black Water Transit                     | Nicky Cicero              |                             |
| 2007 | Camille                                 | Silias                    |                             |
| 2007 | The Dead Girl                           | Derek                     |                             |
| 2007 | Finishing the Game                      | Rob Force                 |                             |
| 2007 | Good Time Max                           | Max                       |                             |
| 2007 | In the Valley of Elah                   | Sergeant Dan Carnelli     |                             |
| 2008 | Pineapple Express                       | Saul                      |                             |
| 2008 | Nätterna vid havet                      | Mark Flanner              |                             |
| 2008 | Milk                                    | Scott Smith               |                             |
| 2010 | William Vincent                         | William Vincent           |                             |
| 2010 | Lyckan, kärleken och meningen med livet | David Piccolo             |                             |
| 2010 | Howl                                    | Allen Ginsberg            |                             |
| 2010 | 127 timmar                              | Aron Ralston              |                             |
| 2011 | Your Highness                           | Fabious                   |                             |
| 2011 | Apornas planet: (r)Evolution            | Will Rodman               |                             |
| 2011 | The Broken Tower                        | Hart Crane                |                             |
| 2011 | Maladies                                | James                     |                             |
| 2011 | The Stare                               | Tyrone                    |                             |
| 2012 | Cherry                                  | Frances                   |                             |
| 2012 | Hollywood Heights                       | Osborne Silver            |                             |
| 2012 | The Letter                              | Tyrone                    |                             |
| 2012 | Spring Breakers                         | Alien                     |                             |
| 2013 | Oz: The Great and Powerful              | Oz                        |                             |
| 2013 | Kink                                    |                           | producent                   |
| 2013 | This Is the End                         | Sig själv                 |                             |
| 2013 | Lovelace                                | Hugh Hefner               |                             |
| 2013 | Homefront                               | Gator Bodine              |                             |
| 2013 | As I Lay Dying                          | Darl Bundren              | även regissör               |
| 2013 | Child of God                            | Jerry                     | även regissör               |
| 2014 | Veronica Mars                           | Sig själv                 |                             |
| 2014 | Palo Alto                               | Mr. B                     |                             |
| 2014 | Good People                             | Tom Reed                  |                             |
| 2014 | The Interview                           | Dave Skylark              |                             |
| 2015 | True Story                              | Christian Longo           |                             |
| 2015 | I Am Michael                            | Michael Glatze            |                             |
| 2015 | Queen of the Desert                     | Henry Cadogan             |                             |
| 2015 | Zeroville                               |                           | även regissör               |
| 2015 | Den lille prinsen                       | Räven (röst)              |                             |
| 2016 | Sausage Party                           | Druggie (röst)            |                             |
| 2016 | Burn Country                            | Lindsay                   |                             |
| 2016 | In Dubious Battle                       | Mac McLeod                |                             |
| 2017 | The Institute                           | Dr. Cairn                 |                             |
| 2017 | The Disaster Artist                     | Tommy Wiseau / "Johnny"   | Även regissör och producent |
| 2017 | The Vault                               | Ed Maas                   |                             |
| 2018 | Future World                            | The Warlord               |                             |
| 2018 | The Ballad of Buster Scruggs            | Cowboy                    |                             |